# Куба на Светском првенству у атлетици на отвореном 2015.
Куба је на Светском првенству у атлетици на отвореном 2015. одржаном у Пекингу од 22. до 30. августа, учествовала петнаести пут, односно учествовала је на свим првенствима до данас. Репрезентацију Кубе је представљало 24 такмичара (13 мушкараца и 11 жена) у 19 (9 мушких и 10 женских) дисциплина.,
На овом првенству Куба је по броју освојених медаља на 10. месту са три медаље (две златне и једне сребрна). Оборен је један светски рекорд сезоне, један национални, два лична и тринаест личних рекорда у сезони. У табели успешности (према броју и пласману такмичара који су учествовали у финалним такмичењима (првих 8 такмичара) Куба је са пет учесника у финалу освојила 12 место са 30 бодова.
| Плас. | Земља | 1. место | 2. место | 3. место | 4. место | 5. место | 6. место | 7. место | 8. место | Бр. финал. | Бод. |
| ----- | ----- | -------- | -------- | -------- | -------- | -------- | -------- | -------- | -------- | ---------- | ---- |
| 12.   | Куба  | 2        | 1        | 0        | 1        | 0        | 0        | 1        | 0        | 5          | 30   |

## Учесници
Учествовало је 24 такмичара (13 мушкараца и 11 жена).
| Мушкарци: - Роберто Скиерс — 200 м - Рајнер Мена — 200 м - Ричер Перес — Маратон - Јоханес Портила — 110 м препоне - Јордан О'Фарил — 110 м препоне - Вилијам Колазо — 4 х 400 м - Raidel Acea — 4 х 400 м - Адријан Чакон — 4 х 400 м - Yoandys Lescay — 4 х 400 м - Maykel Demetrio Massó — Скок удаљ - Педро Пабло Пичардо — Троскок - Роберто Ханет — Бацање кладива - Јордани Гарсија — Десетобој | Жене: - Ариалис Ј. Гандула — 200 м - Lisneidy Veitia — 400 м - Росе Мари Алманза — 800 м - Даилин Белмонте — Маратон - Јарислеј Силва — Скок мотком - Yaniuvis López — Бацање кугле - Денија Кабаљеро — Бацање диска - Јаиме Перез — Бацање диска - Јирислејди Форд — Бацање кладива - Yulenmis Aguilar — Бацање копља - Јорхелис Родригез — Седмобој |  |

## Освајачи медаља (3)

### Злато (2)
- Јарислеј Силва — Скок мотком
- Денија Кабаљеро — Бацање диска

### Сребро (1)
- Педро Пабло Пичардо — Троскок

## Резултати

### Мушкарци
| Атлетичар                                               | Дисциплина     | Лични рекорд | Квалификације   | Квалификације | Полуфинале        | Полуфинале        | Финале            | Финале            | Детаљи |
| Атлетичар                                               | Дисциплина     | Лични рекорд | Резултат        | Место         | Резултат          | Место             | Резултат          | Место             | Детаљи |
| ------------------------------------------------------- | -------------- | ------------ | --------------- | ------------- | ----------------- | ----------------- | ----------------- | ----------------- | ------ |
| Роберто Скиерс                                          | 200 м          | 20,02 НР     | 20,29 КВ        | 2. у гр. 3    | 20,23             | 5. у гр. 3        | Нису се пласирали | 12 / 54 (60)      |        |
| Рајнер Мена                                             | 200 м          | 20,32        | 20,37 КВ        | 3. у гр. 1    | 20,56             | 7. у гр. 2        | Нису се пласирали | 22 / 54 (60)      |        |
| Ричер Перес                                             | Маратон        | 2:17:04      |                 |               |                   |                   | Није завршио трку | Није завршио трку |        |
| Јоханес Портила                                         | 110 м препоне  | 13,30        | 13,43 кв        | 5. у гр. 4    | Није завршио трку | Није завршио трку | Није се пласирао  | Није се пласирао  |        |
| Јордан О'Фарил                                          | 110 м препоне  | 13,19        | 13,64           | 7. у гр. 3    | Није се пласирао  | Није се пласирао  | Није се пласирао  | 26 / 37 (43)      |        |
| Вилијам Колазо Raidel Acea Адријан Чакон Yoandys Lescay | 4 х 400 м      | 2:59,13 НР   | 2:59,80 кв, НРС | 4. у гр. 2    |                   |                   | 3:03,05           | 7 / 15 (16)       |        |
| Maykel Demetrio Massó                                   | Скок удаљ      | 8,12         | 7,70            | 10. у гр. А   | Није се пласирао  | 23 / 28 (32)      |                   |                   |        |
| Педро Пабло Пичардо                                     | Троскок        | 18,08 НР     | 17,43 КВ        | 1. у гр. А    | 17,73             |                   |                   |                   |        |
| Роберто Ханет                                           | Бацање кладива | 78,02 НР     | 75,28 кв        | 6. у гр. Б    | 72,50             | 12 / 30           |                   |                   |        |

#### Десетобој
| Дисциплина    | Јордани Гарсија Архивирано на веб-сајту (29. август 2015) | Јордани Гарсија Архивирано на веб-сајту (29. август 2015) | Јордани Гарсија Архивирано на веб-сајту (29. август 2015) | Јордани Гарсија Архивирано на веб-сајту (29. август 2015) | Јордани Гарсија Архивирано на веб-сајту (29. август 2015) | Јордани Гарсија Архивирано на веб-сајту (29. август 2015) |
| Дисциплина    | Лич. рек.                                                 | Резултат                                                  | Бод.                                                      | Плас.                                                     | Укупно                                                    | Плас.                                                     |
| ------------- | --------------------------------------------------------- | --------------------------------------------------------- | --------------------------------------------------------- | --------------------------------------------------------- | --------------------------------------------------------- | --------------------------------------------------------- |
| 100 м         | 10,50                                                     | 10,77 ЛРС                                                 | 912                                                       | 8.                                                        |                                                           |                                                           |
| Скок удаљ     | 7,36                                                      | 6,82                                                      | 771                                                       | 27.                                                       | 1.683                                                     | 21.                                                       |
| Бацање кугле  | 16,50                                                     | 14,54                                                     | 761                                                       | 8.                                                        | 2.444                                                     | 17.                                                       |
| Скок увис     | 2,10                                                      | 2,04 ЛРС                                                  | 840                                                       | 12.                                                       | 3.284                                                     | 18.                                                       |
| 400 м         | 48,17                                                     | 48,67                                                     | 877                                                       | 16.                                                       | 4.161                                                     | 17.                                                       |
| 110 м препоне | 13,89                                                     | НЗ                                                        |                                                           |                                                           |                                                           |                                                           |
| Бацање диска  | 47,70                                                     | НС                                                        |                                                           |                                                           |                                                           |                                                           |
| Скок мотком   | 4,90                                                      | НС                                                        |                                                           |                                                           |                                                           |                                                           |
| Бацање копља  | 69,37                                                     |                                                           |                                                           |                                                           |                                                           |                                                           |
| 1.500 м       | 4:31,40                                                   |                                                           |                                                           |                                                           |                                                           |                                                           |
| Десетобој     | 8.496                                                     |                                                           |                                                           |                                                           | НЗ                                                        |                                                           |

### Жене
| Атлетичарка        | Дисциплина     | Лични рекорд | Квалификације | Квалификације | Полуфинале        | Полуфинале        | Финале            | Финале       | Детаљи                                      |
| Атлетичарка        | Дисциплина     | Лични рекорд | Резултат      | Место         | Резултат          | Место             | Резултат          | Место        | Детаљи                                      |
| ------------------ | -------------- | ------------ | ------------- | ------------- | ----------------- | ----------------- | ----------------- | ------------ | ------------------------------------------- |
| Ариалис Ј. Гандула | 200 м          | 23,08        | 23,35         | 7. у гр. 7    | Нису се пласирале | Нису се пласирале | Нису се пласирале | 40 / 49 (51) | Архивирано на веб-сајту (30. новембар 2015) |
| Lisneidy Veitia    | 400 м          | 51,72        | 52,25         | 6. у гр. 5    | Нису се пласирале | Нису се пласирале | Нису се пласирале | 32 / 41 (42) |                                             |
| Росе Мари Алманза  | 800 м          | 1:57,70      | 2:01,33 КВ    | 2. у гр. 4    | 2:00,38           | 6. у гр. 2        | Није се пласирала | 20 / 44 (45) |                                             |
| Даилин Белмонте    | Маратон        | 2:38:08      |               |               |                   |                   | 2:56:18 ЛРС       | 51 / 52 (67) |                                             |
| Јарислеј Силва     | Скок мотком    | 4,91 НР      | 4,55 кв       | 5. у гр Б     |                   |                   | 4,90              |              |                                             |
| Yaniuvis López     | Бацање кугле   | 18,81        | 17,10         | 8. у гр Б     | Није се пласирала | 17 / 24           |                   |              |                                             |
| Денија Кабаљеро    | Бацање диска   | 70,65        | 65,15 КВ      | 1. у гр А     | 69,28             |                   |                   |              |                                             |
| Јаиме Перез        | Бацање диска   | 67,13        | 62,93 кв      | 3. у гр Б     | 65,46             | 4 / 31            |                   |              |                                             |
| Јирислејди Форд    | Бацање кладива | 72,14        | 69,43         | 6. у гр Б     | Нису се пласирале | 15 / 30 (31)      |                   |              |                                             |
| Yulenmis Aguilar   | Бацање копља   | 63,86        | 60,52         | 10. у гр Б    | Нису се пласирале | 18 / 332          |                   |              |                                             |

#### Седмобој
| Дисциплина    | Јорхелис Родригез | Јорхелис Родригез | Јорхелис Родригез | Јорхелис Родригез | Јорхелис Родригез | Јорхелис Родригез |
| Дисциплина    | Лични рекорд      | Резултат          | Бод.              | Плас.             | Укупно            | Плас.             |
| ------------- | ----------------- | ----------------- | ----------------- | ----------------- | ----------------- | ----------------- |
| 100 м препоне | 13,68             | 13,73 ЛРС         | 1.017             | 19.               |                   |                   |
| Скок увис     | 1,86              | 1,86 ЛР           | 1.054             | 7.                | 2.071             | 9.                |
| Бацање кугле  | 14,21             | 13,54             | 763               | 18.               | 2.834             | 11.               |
| 200 м         | 24,19             | 25,04             | 883               | 22.               | 3.717             | 14.               |
| Скок удаљ     | 6,35              | 5,83              | 798               | 25.               | 4.515             | 21.               |
| Бацање копља  | 48,70             | 43,27             | 730               | 16.               | 5.245             | 16.               |
| 800 м         | 2:16,74           | 2:30,47           | 687               | 27.               |                   |                   |
| Седмобој      | 6.332             |                   |                   |                   | 5.932             | 21 / 28 (36)      |